# Brit Pettersenová
Brit Pettersenová Tufteová (* 24. listopadu 1961 Lillehammer) je bývalá norská běžkyně na lyžích.
Je trojnásobnou olympijskou medailistkou, ze ZOH 1980 v Lake Placid má bronz ze štafety, ze ZOH 1984 v Sarajevu pak zlato ze štafety a bronz ze závodu na 10 km. Z mistrovství světa má jedno zlato ze štafety (Oslo 1982), jedno stříbro ze závodu na 20 km (Seefeld 1985) a dva bronzy, z tratí 5 km (Oslo 1982) a 10 km (Oberstdorf 1987).
Ve Světovém poháru skončila dvakrát druhá, v sezónách 1981/82 a 1982/83.